# 圣马科-埃万杰利斯塔
圣马科-埃万杰利斯塔（義大利語：San Marco Evangelista），是意大利卡塞塔省的一个市镇。总面积5平方公里，人口6427人，人口密度1285.4人/平方公里（2009年）。ISTAT代码为061104。